# Toxotes jaculatrix
Cá măng rổ sọc (danh pháp hai phần: Toxotes jaculatrix) là một loài cá măng rổ nước lợ thuộc chi Toxotes. Loài cá này có màu bạc và có một vây lưng vào cuối sau. Nó dấu hiệu bán tam giác nổi bật cùng hai mặt của nó. Loài cá này được biết đến với khả năng phun tia nước nước để "bắn hạ" con mồi. Mẫu vật lớn hơn có thể có thể bắn hạ con mồi cách nó 2-3 mét.
Loài cá này có đến con mồi bị tấn công trong vòng 50 mili giây sau khi tia nước bắn hạ. Toxotes jaculatrix được mô tả lần đầu tiên bởi Peter Simon Pallas trong 1767. Kể từ đó, một số danh pháp đồng nghĩa (như Labrus jaculatrix và Sciaena jaculatrix) và lỗi chính tả (Toxotes jaculator) đã được sử dụng.